# Richtersveldia insperata
Richtersveldia insperata  (лат.) — вид златок из подсемейства Polycestinae (триба Ptosimini Kerremans, 1902).

## Описание
Встречаются в Южной Африке: ЮАР (R. S. Africa,
Northern Cape Prov.).

## Систематика
Единственный вид рода Richtersveldia, который первоначально был помещён в трибу Acmaeoderini (подтриба Nothomorphina), а затем в Ptosimini Kerremans, 1902.
- род Richtersveldia Bellamy, 2005
  - вид Richtersveldia insperata Bellamy, 2005